# Innocence (opéra)
Pour les articles homonymes, voir Innocence.
Innocence est un opéra de la compositrice finlandaise Kaija Saariaho sur un livret de l'écrivaine finlandaise Sofi Oksanen et du dramaturge franco-finlandais Aleksi Barrière, créé en 2021 au Festival international d'art lyrique d'Aix-en-Provence. C'est le cinquième opéra (ou drame lyrique) de la compositrice, et le dernier à avoir été créé de son vivant.
Il raconte le traumatisme qu'une fusillade dans un lycée a laissé sur les élèves survivants, les familles des victimes et celle du criminel. Il s'inspire notamment de la fusillade de Tuusula en 2007. Alors que les adultes chantent majoritairement en anglais, chaque élève s'exprime dans une langue différente — français, allemand, espagnol, roumain, tchèque, finnois, suédois, grec — afin que chaque « élève » de la distribution initiale interprète son rôle dans sa langue maternelle.

## Argument
Deux histoires se chevauchent : une fête de famille au cours d'un mariage entre le finlandais Tuomas et sa fiancée roumaine Stela ; un massacre dans un lycée dix ans auparavant. Le lien entre ces deux histoires est cristallisé par la serveuse Tereza engagée pour le mariage, au travers de sa fille, Marketa, décédée lors de la fusillade commise par le frère ainé du marié. L'histoire explore les émotions des personnages victimes de la fusillade ou de l'entourage du meurtrier, alternant entre remords et désespoir.
Un soir d'été dans les années 2020 à Helsinki. Dix ans après la fusillade, les élèves survivants Anton, Jerónimo et Lilly souffrent toujours du traumatisme de l'événement. Marketa, qui a été tuée à l'époque, erre au milieu d'eux comme un fantôme. Au mariage de Tuomas et Stela, les beaux-parents accueillent chaleureusement la mariée tandis que la serveuse Tereza semble terrassée par ses souvenirs. L'enseignante présente lors de la fusillade se remémore l'événement alors que les anciens élèves tentent de projeter, tant bien que mal, leur avenir. Patricia, la mère du marié, craint que sa bru ne quitte son fils si elle sait que ce dernier est le frère du tueur.
Tereza se rend compte qu'elle est en train de servir la famille de l'assassin de sa fille. Les anciens étudiants et l'enseignante n'arrivent pas à oublier le passé : cette dernière a d'ailleurs arrêté son travail. Patricia souhaite tout de même inviter son fils aîné, le tueur, à la fête, son père, Henrik, refuse catégoriquement. Ce dernier se met alors à parler de son fils à Tereza. Cette dernière et sa fille fantôme songent toutes deux à leurs vies passées. La serveuse envie la famille du marié, qui arrive à vivre normalement malgré tout. Le matin de la fusillade : un examen est prévu ce jour-là ; Iris, une étudiante, au courant du projet de massacre, ne se rend pas à l'école.
Tereza interroge Stela, la mariée, au sujet du fils aîné, mais Stela ne le connaît pas. Les élèves Jeronimo et Lilly se sentent coupables de n'avoir pas pu réagir lors de la fusillade. Ils racontent comment leurs camarades sont morts. Au mariage, le pasteur essaie de soulager la culpabilité de Patricia mais en fait ne croit pas en ses propres paroles, trop secoué par une telle affaire Marketa et les élèves se rappellent la cérémonie après la fusillade. Henrik, qui se méfie de Tereza, l'interroge. Elle lui avoue l'avoir reconnu et l'accuse du meurtre de sa fille.
Les anciens élèves repensent à la réaction de leur famille tandis que l'enseignante regrette de n'avoir pas pu détecter la menace plus tôt. Henrik confie à son fils Tuomas l'accusation de Tereza. Ils réfléchissent à l'attitude à prendre. Iris se remet sa relation avec le tueur, et la manière dont il avait planifié le massacre. Tereza dévoile le crime à Stela en présence de ses beaux-parents.Ceux-ci rétorquent que sa fille harcelait leur fils. Marketa raconte qu'elle avait écrit une chanson pour se moquer de lui et Lilly explique comment les autres élèves l'harcelaient au quotidien.
Stela reproche au marié de lui avoir caché ce sinistre passé et d'avoir été le complice de son frère. Iris se rappelle qu'ils voulaient se suicider le matin de la fusillade. Le prêtre conseille au marié d'oublier le passé mais celui-ci ne voit plus d'avenir possible avec Stela. La complicité du marié avec son frère est discutée autour de vidéos qu'il faisait avec lui tirant avec des armes. Il avoue par la suite être allé avec lui au lycée ce matin-là mais n'avoir pas pu se résoudre à tirer.
Les élèves racontent comment cet événement a bouleversé leur vie et comment ils l'ont finalement reconstruite.  Markéta demande à sa mère d'enfin lâcher prise.

## Orchestration
- 3 piccolos
- 2 flûtes alto
- 3 hautbois
- 3 clarinettes basses
- 3 contrebassons
- 4 cors
- 2 trompettes
- 3 trombones
- 1 tuba
- timbales (4 percussionnistes)
- 1 harpe
- 1 piano
- 1 célesta
- 14 + 12 violons
- 10 altos
- 8 violoncelles
- 1 contrebasse

## Genèse
En 2012, le metteur en scène danois Kasper Holten, qui avait pris la direction artistique du Royal Opera House de Londres, lui proposa de produire un ouvrage. La conception de l'opéra débuta au même moment que l'écriture de son autre œuvre Only the Sound Remains créée en 2016. Trois années furent nécessaires pour l'écriture et traduction du livret par Sofi Oksanen et Aleksi Barrière, et l'idée des treize personnages se refait à la fresque de Léonard de Vinci, La Cène. Pour la structure d'Innocence, Kaija Saariaho trouva l'inspiration dans les opéras expressionnistes du début du XXe siècle comme Elektra de Richard Strauss et Wozzeck d'Alban Berg : court mais dense ouvrage sans interruption.
L'opéra est une commande conjointe du Festival d'art lyrique d'Aix-en-Provence et la Royal Opera House, de l'Opéra National de Finlande, du San Francisco Opera et l'Opéra National des Pays-Bas. La première, prévue pour la saison 2020, fut repoussée d'une saison en raison des restrictions liées à la pandémie de Covid-19.

## Représentations
L'ouvrage est créé le 3 juillet 2021 lors du Festival d'art lyrique d'Aix-en-Provence au Grand Théâtre de Provence pour quatre représentations. Dirigé par la cheffe d'orchestre finlandaise Susanna Mälkki avec l'Orchestre symphonique de Londres et le Chœur de chambre philharmonique estonien, la mise en scène est assurée par Simon Stone et les décors par Chloe Lamford. Les costumes sont de Mel Page, la lumière de James Farncombe et la chorégraphie de Arco Renz. On y retrouve également la mezzo-soprano tchèque Magdalena Kožená dans le rôle de la serveuse ainsi que la soprano française Sandrine Piau en tant que mère du marié.
La mise en scène lors de la création présente un espace découpé en cases accueillant chacune un décor et une histoire différents, qui tourne sur place, montrant ainsi deux jeux de décors. La première se passe lors d'une fête de mariage et la seconde après la fusillade du lycée, parmi les élèves qui ont survécu au drame On y retrouve le restaurant, la salle de classe notamment. La dramaturgie de la mise en scène relève du genre cinématographique et en particulier du thriller, avec des références filmiques telles que Elephant ou encore Festen. Les pièces se vident de leur mobilier au fur et à mesure de l'avancée de l'histoire, découvrant des murs nus raturés de sang et des personnages éperdus.
L'opéra connait un fort succès lors de sa première, générant même une standing ovation de la part du public. Il est retransmis en direct sur Arte Concert le 10 juillet. L'Avant Scène Opéra classe l'opéra « parmi les grandes réussites du XXIe siècle » et le New York Times le décrit comme « l'ouvrage le plus puissant que Saariaho a écrit dans ses cinquante années de carrière ».
Innocence est ensuite présenté fin 2022, dans la même production, à l'opéra national de Finlande (l'un des coproducteurs), sous la direction du chef d'orchestre français Clément Mao-Takacs. Cette création dans le pays d'origine de la compositrice et des auteurs du livret connaît un grand succès, les onze représentations se jouant à guichet fermé. Le rôle de la serveuse y est repris par Jenny Carlstedt et celui de la mère du marié par Anu Komsi.

### Distribution lors de la création
| Rôles                               | Voix           | Créateurs             |
| ----------------------------------- | -------------- | --------------------- |
| Tereza, la serveuse                 | Mezzo soprano  | Magdalena Kožená      |
| Stela, la mariée                    | Soprano        | Lilian Faharani       |
| Tuomas, le marié                    | Ténor          | Markus Nykänen        |
| Patricia, sa mère                   | Soprano        | Sandrine Piau         |
| Henrik, son père                    | Baryton        | Tuomas Pursio (fi)    |
| Le Pasteur                          | Baryton-basse  | Jukka Rasilainen (fi) |
| Cecilia, le professeur              | Soprano        | Lucy Shelton (en)     |
| Marketa, une élève, fille de Tereza | Chanteuse folk | Vilma Jää (fi)        |
| Lilly, une élève                    | Soprano        | Beate Mordal          |
| Iris, une élève, complice du tueur  | Comédienne     | Julie Hega            |
| Anton, un élève                     | Comédien       | Simon Kluth           |
| Jeronimo, un élève                  | Comédien       | Camilo Delgado Díaz   |
| Alexia, une élève                   | Comédienne     | Marina Dumont         |
| Chœur                               |                |                       |

## Récompenses
Kaija Saariaho reçoit le prix du compositeur pour cet opéra lors des Victoires de la musique classique 2022.